# ドバイゴールデンシャヒーン
ドバイゴールデンシャヒーン（Dubai Golden Shaheen、アラビア語: دبي جولدن شاهين）は、毎年3月にアラブ首長国連邦のメイダン競馬場で行われる競馬の競走である。

## 概要
1993年に「ガルフニュースステークス（Gulf News Stakes）」の名称で創設された競走で、ドバイワールドカップミーティングで行われる競走の中では最も歴史が長い。競走名は1994年に「ナドアルシバスプリント（Nad Al Sheba Sprint）」、1997年には「ガルフニュースナドアルシバスプリント（Gulf News Nad Al Sheba Sprint）」と変更した後、2000年から現名称となった。
距離は創設当初1000mだったが、1995年から1200mに変更された。
国際競馬統括機関連盟（IFHA）が公表した2012年から2014年の年間レースレーティングの平均値に基づく「世界のトップ100GIレース」によると、ドバイゴールデンシャヒーンは全体の86位にランキングされた。カーターハンデキャップ・フューチュリティステークスとは同順位で、ブリーダーズカップ・ディスタフ（85位）に次ぐ評価となっている。

## 歴史
- 1993年 - ナド・アルシバ競馬場にてガルフニュースステークスの名称で創設[3]。
- 2001年 - G3に認定[3]。
- 2002年 - G1に昇格[3]。
- 2010年 - 開催場をメイダン競馬場に変更。
- 2012年 - グローバル・スプリント・チャレンジの第3戦に組み込まれる。
- 2017年 - グローバル・スプリント・チャレンジの対象競走から外れる[5]。
- 2020年 - covid-19の世界的な感染の拡がりに伴い、参加者の健康を守るため中止[6]。

## 歴代優勝馬
| 回数   | 施行日         | 調教国・優勝馬      | 性齢 | タイム  | 優勝騎手         | 管理調教師         |
| ------ | -------------- | ------------------- | ---- | ------- | ---------------- | ------------------ |
| 第1回  | 1993年12月16日 | Satank              | 牡3  | 0:58.10 | J.ムルタ         | D.セルバラトナム   |
| 第2回  | 1994年12月15日 | No Contract         | 騸4  | 0:59.57 | K.ダーレイ       | S.シーマー         |
| 第3回  | 1995年12月10日 | Gulf of Gdansk      | 騸5  | 1:11.00 | J.キャロル       | M.アルムハイリ     |
| 第4回  | 1996年3月27日  | Kassbaan            | 騸6  | 1:13.04 | J.キャロル       | S.スルール         |
| 第5回  | 1997年4月3日   | Atraf               | 牡4  | 1:11.24 | J.ベイリー       | K.マクローリン     |
| 第6回  | 1998年3月28日  | Mudallel            | 牡5  | 1:10.61 | W.サプル         | D.セルバラトナム   |
| 第7回  | 1999年3月28日  | Ramp and Rave       | 牡4  | 1:09.97 | G.スティーヴンス | D.セルバラトナム   |
| 第8回  | 2000年3月25日  | Big Jag             | 騸7  | 1:08.10 | A.ソリス         | T.ピンフィールド   |
| 第9回  | 2001年3月24日  | Caller One          | 騸4  | 1:08.38 | C.ナカタニ       | J.チャップマン     |
| 第10回 | 2002年3月23日  | Caller One          | 騸5  | 1:09.91 | G.スティーヴンス | J.チャップマン     |
| 第11回 | 2003年3月29日  | State City          | 牡4  | 1:09.95 | M.ヒルズ         | P.ラドキン         |
| 第12回 | 2004年3月27日  | Our New Recruit     | 牡5  | 1:10.30 | A.ソリス         | J.サドラー         |
| 第13回 | 2005年3月26日  | Saratoga County     | 牡4  | 1:11.21 | J.カステリャーノ | G.ウィーバー       |
| 第14回 | 2006年3月25日  | Proud Tower Too     | 牡4  | 1:09.86 | D.コーエン       | S.ゴンザレス       |
| 第15回 | 2007年3月31日  | Kelly's Landing     | 騸6  | 1:10.34 | L.デットーリ     | E.ケネアリー       |
| 第16回 | 2008年3月29日  | Benny The Bull      | 牡5  | 1:08.70 | E.プラド         | R.ダトロー Jr      |
| 第17回 | 2009年3月28日  | Big City Man        | 牡4  | 1:08.93 | J.ヴァレンズエラ | J.バートン         |
| 第18回 | 2010年3月27日  | Kinsale King        | 牡5  | 1:10.89 | G.ゴメス         | C.オキャラハン     |
| 第19回 | 2011年3月26日  | Rocket Man          | 騸6  | 1:11.28 | F.コーツィー     | P.ショウ           |
| 第20回 | 2012年3月31日  | Krypton Factor      | 騸4  | 1:10.79 | K.ファロン       | F.ナス             |
| 第21回 | 2013年3月30日  | Reynaldo The Wizard | 騸7  | 1:12.46 | R.マレン         | S.シーマー         |
| 第22回 | 2014年3月29日  | Sterling City       | 騸6  | 1:10.88 | J.モレイラ       | J.ムーア           |
| 第23回 | 2015年3月28日  | Secret Circle       | 牡6  | 1:10.64 | V.エスピノーザ   | B.バファート       |
| 第24回 | 2016年3月26日  | Muarrab             | 騸7  | 1:10.59 | P.ハナガン       | M.アル・ムハイリ   |
| 第25回 | 2017年3月25日  | Mind Your Biscuits  | 牡4  | 1:10.91 | J.ロサリオ       | C.サマーズ         |
| 第26回 | 2018年3月31日  | Mind Your Biscuits  | 牡5  | 1:10.12 | J.ロサリオ       | C.サマーズ         |
| 第27回 | 2019年3月30日  | X Y Jet             | 騸7  | 1:10.75 | E.ハラミーヨ     | J.ナヴァロ         |
| 第28回 | 2021年3月27日  | Zenden              | 牡5  | 1:09.01 | A.フレス         | C.デイヴィッド     |
| 第29回 | 2022年3月26日  | Switzerland         | 騸8  | 1:11.13 | T.オシェア       | B.シーマー         |
| 第30回 | 2023年3月25日  | Sibelius            | 騸5  | 1:10.69 | R.ムーア         | J.オドワイヤー     |
| 第31回 | 2024年3月30日  | Tuz                 | 騸7  | 1:10.19 | T.オシェア       | B.シーマー         |
| 第32回 | 2025年4月5日   | Dark Saffron        | 騸3  | 1:11.40 | C.ビーズリー     | A.ビン・ハルマシュ |